# Wereldkampioenschappen beachvolleybal 2001 (mannen)
Het mannentoernooi tijdens de wereldkampioenschappen beachvolleybal 2001 werd van 1 tot en met 5 augustus gehouden in Klagenfurt. De wereldtitel ging bij de mannen naar het Argentijnse duo Mariano Baracetti en Martín Conde dat de finale won van de Braziliaanse tweetal Ricardo Santos en José Loiola. De Noren Jørre André Kjemperud en Vegard Høidalen wonnen het brons.

## Groepsfase
|  | Naar laatste 32 |

### Groep A
| # | Ploeg          | Wedstrijden | Wedstrijden | Wedstrijden | Spelpunten | Spelpunten | Spelpunten | Sets | Sets | Sets  |
| # | Ploeg          | G           | W           | V           | W          | V          | Ratio      | W    | V    | Ratio |
| - | -------------- | ----------- | ----------- | ----------- | ---------- | ---------- | ---------- | ---- | ---- | ----- |
| 1 | Berger / Stamm | 2           | 2           | 0           | 99         | 80         | 1,238      | 4    | 1    | 4,000 |
| 2 | Heyer / Egger  | 2           | 1           | 1           | 78         | 74         | 1,054      | 2    | 2    | 1,000 |
| 3 | Gil / de Jesus | 2           | 0           | 2           | 76         | 99         | 0,768      | 1    | 4    | 0,250 |

| Datum      |                | Score |                | Set 1   | Set 2   | Set 3  |
| ---------- | -------------- | ----- | -------------- | ------- | ------- | ------ |
| 1 augustus | Heyer / Egger  | 2 – 0 | Gil / de Jesus | 21 – 15 | 21 – 17 |        |
| 2 augustus | Berger / Stamm | 2 – 1 | Gil / de Jesus | 21 – 14 | 21 – 23 | 15 – 7 |
| 2 augustus | Berger / Stamm | 2 – 0 | Heyer / Egger  | 21 – 17 | 21 – 19 |        |

### Groep B
| # | Ploeg               | Wedstrijden | Wedstrijden | Wedstrijden | Spelpunten | Spelpunten | Spelpunten | Sets | Sets | Sets  |
| # | Ploeg               | G           | W           | V           | W          | V          | Ratio      | W    | V    | Ratio |
| - | ------------------- | ----------- | ----------- | ----------- | ---------- | ---------- | ---------- | ---- | ---- | ----- |
| 1 | Emanuel / Tande     | 2           | 1           | 1           | 96         | 88         | 1,091      | 3    | 2    | 1,500 |
| 2 | Maaseide / Horrem   | 2           | 1           | 1           | 108        | 103        | 1,049      | 2    | 2    | 1,000 |
| 3 | Nowotny / Gartmayer | 2           | 1           | 1           | 81         | 94         | 0,862      | 2    | 3    | 0,667 |

| Datum      |                   | Score |                     | Set 1   | Set 2   | Set 3   |
| ---------- | ----------------- | ----- | ------------------- | ------- | ------- | ------- |
| 1 augustus | Maaseide / Horrem | 1 – 2 | Nowotny / Gartmayer | 21 – 13 | 18 – 21 | 13 – 15 |
| 2 augustus | Emanuel / Tande   | 2 – 0 | Nowotny / Gartmayer | 21 – 17 | 21 – 15 |         |
| 2 augustus | Emanuel / Tande   | 1 – 2 | Maaseide / Horrem   | 20 – 22 | 21 – 19 | 13 – 15 |

### Groep C
| # | Ploeg              | Wedstrijden | Wedstrijden | Wedstrijden | Spelpunten | Spelpunten | Spelpunten | Sets | Sets | Sets  |
| # | Ploeg              | G           | W           | V           | W          | V          | Ratio      | W    | V    | Ratio |
| - | ------------------ | ----------- | ----------- | ----------- | ---------- | ---------- | ---------- | ---- | ---- | ----- |
| 1 | Laciga / Laciga    | 2           | 2           | 0           | 84         | 57         | 1,474      | 4    | 0    | MAX   |
| 2 | Canet / Hamel      | 2           | 1           | 1           | 80         | 92         | 0,870      | 2    | 3    | 0,667 |
| 3 | Leitner / Dobeiner | 2           | 0           | 2           | 80         | 95         | 0,842      | 1    | 4    | 0,250 |

| Datum      |                    | Score |                    | Set 1   | Set 2   | Set 3   |
| ---------- | ------------------ | ----- | ------------------ | ------- | ------- | ------- |
| 1 augustus | Leitner / Dobeiner | 1 – 2 | Canet / Hamel      | 21 – 17 | 16 – 21 | 13 – 15 |
| 2 augustus | Laciga / Laciga    | 2 – 0 | Canet / Hamel      | 21 – 14 | 21 – 13 |         |
| 2 augustus | Laciga / Laciga    | 2 – 0 | Leitner / Dobeiner | 21 – 16 | 21 – 14 |         |

### Groep D
| # | Ploeg                 | Wedstrijden | Wedstrijden | Wedstrijden | Spelpunten | Spelpunten | Spelpunten | Sets | Sets | Sets  |
| # | Ploeg                 | G           | W           | V           | W          | V          | Ratio      | W    | V    | Ratio |
| - | --------------------- | ----------- | ----------- | ----------- | ---------- | ---------- | ---------- | ---- | ---- | ----- |
| 1 | Baracetti / Conde     | 2           | 2           | 0           | 84         | 64         | 1,313      | 4    | 0    | MAX   |
| 2 | Lione / Amore         | 2           | 1           | 1           | 77         | 92         | 0,837      | 2    | 3    | 0,667 |
| 3 | Bachorski / Bulkowski | 2           | 0           | 2           | 86         | 91         | 0,945      | 1    | 4    | 0,250 |

| Datum      |                   | Score |                       | Set 1   | Set 2   | Set 3   |
| ---------- | ----------------- | ----- | --------------------- | ------- | ------- | ------- |
| 1 augustus | Lione / Amore     | 2 – 1 | Bachorski / Bulkowski | 13 – 21 | 21 – 17 | 15 – 12 |
| 2 augustus | Baracetti / Conde | 2 – 0 | Bachorski / Bulkowski | 21 – 17 | 21 – 19 |         |
| 2 augustus | Baracetti / Conde | 2 – 0 | Lione / Amore         | 21 – 12 | 21 – 16 |         |

### Groep E
| # | Ploeg                | Wedstrijden | Wedstrijden | Wedstrijden | Spelpunten | Spelpunten | Spelpunten | Sets | Sets | Sets  |
| # | Ploeg                | G           | W           | V           | W          | V          | Ratio      | W    | V    | Ratio |
| - | -------------------- | ----------- | ----------- | ----------- | ---------- | ---------- | ---------- | ---- | ---- | ----- |
| 1 | Wong / Metzger       | 2           | 2           | 0           | 92         | 76         | 1,211      | 4    | 1    | 4,000 |
| 2 | Ljubicic / Slean     | 2           | 1           | 1           | 75         | 83         | 0,904      | 2    | 2    | 1,000 |
| 3 | Watanabe / Shiratori | 2           | 0           | 2           | 88         | 96         | 0,917      | 1    | 4    | 0,250 |

| Datum      |                      | Score |                      | Set 1   | Set 2   | Set 3   |
| ---------- | -------------------- | ----- | -------------------- | ------- | ------- | ------- |
| 1 augustus | Watanabe / Shiratori | 0 – 2 | Ljubicic / Slean     | 18 – 21 | 23 – 25 |         |
| 2 augustus | Wong / Metzger       | 2 – 0 | Ljubicic / Slean     | 21 – 17 | 21 – 12 |         |
| 2 augustus | Wong / Metzger       | 2 – 1 | Watanabe / Shiratori | 21 – 14 | 14 – 21 | 15 – 12 |

### Groep F
| # | Ploeg                | Wedstrijden | Wedstrijden | Wedstrijden | Spelpunten | Spelpunten | Spelpunten | Sets | Sets | Sets  |
| # | Ploeg                | G           | W           | V           | W          | V          | Ratio      | W    | V    | Ratio |
| - | -------------------- | ----------- | ----------- | ----------- | ---------- | ---------- | ---------- | ---- | ---- | ----- |
| 1 | Kjemperud / Høidalen | 2           | 2           | 0           | 87         | 64         | 1,359      | 4    | 0    | MAX   |
| 2 | Maia / Brenha        | 2           | 1           | 1           | 76         | 77         | 0,987      | 2    | 2    | 1,000 |
| 3 | Cadieux / Chaloupka  | 2           | 0           | 2           | 62         | 84         | 0,738      | 0    | 4    | 0,000 |

| Datum      |                      | Score |                     | Set 1   | Set 2   | Set 3 |
| ---------- | -------------------- | ----- | ------------------- | ------- | ------- | ----- |
| 1 augustus | Maia / Brenha        | 2 – 0 | Cadieux / Chaloupka | 21 – 17 | 21 – 15 |       |
| 2 augustus | Kjemperud / Høidalen | 2 – 0 | Cadieux / Chaloupka | 21 – 17 | 21 – 13 |       |
| 2 augustus | Kjemperud / Høidalen | 2 – 0 | Maia / Brenha       | 24 – 22 | 21 – 12 |       |

### Groep G
| # | Ploeg              | Wedstrijden | Wedstrijden | Wedstrijden | Spelpunten | Spelpunten | Spelpunten | Sets | Sets | Sets  |
| # | Ploeg              | G           | W           | V           | W          | V          | Ratio      | W    | V    | Ratio |
| - | ------------------ | ----------- | ----------- | ----------- | ---------- | ---------- | ---------- | ---- | ---- | ----- |
| 1 | Zé Marco / Pará    | 2           | 2           | 0           | 84         | 60         | 1,400      | 4    | 0    | MAX   |
| 2 | Berg / Dahl        | 2           | 1           | 1           | 74         | 70         | 1,057      | 2    | 2    | 1,000 |
| 3 | Raffaelli / Cicola | 2           | 0           | 2           | 56         | 84         | 0,667      | 0    | 4    | 0,000 |

| Datum      |                 | Score |                    | Set 1   | Set 2   | Set 3 |
| ---------- | --------------- | ----- | ------------------ | ------- | ------- | ----- |
| 1 augustus | Berg / Dahl     | 2 – 0 | Raffaelli / Cicola | 21 – 13 | 21 – 15 |       |
| 2 augustus | Zé Marco / Pará | 2 – 0 | Raffaelli / Cicola | 21 – 13 | 21 – 11 |       |
| 2 augustus | Zé Marco / Pará | 2 – 0 | Berg / Dahl        | 21 – 13 | 21 – 19 |       |

### Groep H
| # | Ploeg             | Wedstrijden | Wedstrijden | Wedstrijden | Spelpunten | Spelpunten | Spelpunten | Sets | Sets | Sets  |
| # | Ploeg             | G           | W           | V           | W          | V          | Ratio      | W    | V    | Ratio |
| - | ----------------- | ----------- | ----------- | ----------- | ---------- | ---------- | ---------- | ---- | ---- | ----- |
| 1 | Child / Heese     | 2           | 1           | 1           | 78         | 66         | 1,182      | 2    | 2    | 1,000 |
| 2 | Smith / Henkel    | 2           | 1           | 1           | 76         | 78         | 0,974      | 2    | 2    | 1,000 |
| 3 | Carvajal / Cutiño | 2           | 1           | 1           | 66         | 76         | 0,868      | 2    | 2    | 1,000 |

| Datum      |                | Score |                   | Set 1   | Set 2   | Set 3 |
| ---------- | -------------- | ----- | ----------------- | ------- | ------- | ----- |
| 1 augustus | Smith / Henkel | 0 – 2 | Carvajal / Cutiño | 18 – 21 | 16 – 21 |       |
| 2 augustus | Child / Heese  | 2 – 0 | Carvajal / Cutiño | 21 – 13 | 21 – 11 |       |
| 2 augustus | Child / Heese  | 0 – 2 | Smith / Henkel    | 18 – 21 | 18 – 21 |       |

### Groep I
| # | Ploeg                           | Wedstrijden | Wedstrijden | Wedstrijden | Spelpunten | Spelpunten | Spelpunten | Sets | Sets | Sets  |
| # | Ploeg                           | G           | W           | V           | W          | V          | Ratio      | W    | V    | Ratio |
| - | ------------------------------- | ----------- | ----------- | ----------- | ---------- | ---------- | ---------- | ---- | ---- | ----- |
| 1 | Bosma / Cotrino                 | 2           | 2           | 0           | 109        | 99         | 1,101      | 4    | 1    | 4,000 |
| 2 | Díez / Correa                   | 2           | 1           | 1           | 116        | 113        | 1,027      | 3    | 3    | 1,000 |
| 3 | Schroffenegger / Schroffenegger | 2           | 0           | 2           | 84         | 97         | 0,866      | 1    | 4    | 0,250 |

| Datum      |                                 | Score |                 | Set 1   | Set 2   | Set 3   |
| ---------- | ------------------------------- | ----- | --------------- | ------- | ------- | ------- |
| 1 augustus | Bosma / Cotrino                 | 2 – 1 | Díez / Correa   | 21 – 17 | 31 – 33 | 15 – 11 |
| 2 augustus | Schroffenegger / Schroffenegger | 1 – 2 | Díez / Correa   | 18 – 21 | 21 – 19 | 7 – 15  |
| 2 augustus | Schroffenegger / Schroffenegger | 2 – 0 | Bosma / Cotrino | 19 – 21 | 19 – 21 |         |

### Groep J
| # | Ploeg                       | Wedstrijden | Wedstrijden | Wedstrijden | Spelpunten | Spelpunten | Spelpunten | Sets | Sets | Sets  |
| # | Ploeg                       | G           | W           | V           | W          | V          | Ratio      | W    | V    | Ratio |
| - | --------------------------- | ----------- | ----------- | ----------- | ---------- | ---------- | ---------- | ---- | ---- | ----- |
| 1 | Ricardo / Loiola            | 2           | 2           | 0           | 84         | 65         | 1,292      | 4    | 0    | MAX   |
| 2 | Rogers / Holdren            | 2           | 1           | 1           | 78         | 74         | 1,054      | 2    | 2    | 1,000 |
| 3 | Michalopoulos / Roumeliotis | 2           | 0           | 2           | 61         | 84         | 0,726      | 0    | 4    | 0,000 |

| Datum      |                  | Score |                             | Set 1   | Set 2   | Set 3 |
| ---------- | ---------------- | ----- | --------------------------- | ------- | ------- | ----- |
| 1 augustus | Rogers / Holdren | 2 – 0 | Michalopoulos / Roumeliotis | 21 – 13 | 21 – 19 |       |
| 2 augustus | Ricardo / Loiola | 2 – 0 | Michalopoulos / Roumeliotis | 21 – 14 | 21 – 15 |       |
| 2 augustus | Ricardo / Loiola | 2 – 0 | Rogers / Holdren            | 21 – 19 | 21 – 17 |       |

### Groep K
| # | Ploeg                | Wedstrijden | Wedstrijden | Wedstrijden | Spelpunten | Spelpunten | Spelpunten | Sets | Sets | Sets  |
| # | Ploeg                | G           | W           | V           | W          | V          | Ratio      | W    | V    | Ratio |
| - | -------------------- | ----------- | ----------- | ----------- | ---------- | ---------- | ---------- | ---- | ---- | ----- |
| 1 | Zaitsev / Karasev    | 2           | 2           | 0           | 86         | 74         | 1,162      | 4    | 0    | MAX   |
| 2 | Blanton / Fonoimoana | 2           | 1           | 1           | 91         | 92         | 0,989      | 2    | 3    | 0,667 |
| 3 | Gøranson / Gøranson  | 2           | 0           | 2           | 83         | 94         | 0,883      | 1    | 4    | 0,250 |

| Datum      |                      | Score |                     | Set 1   | Set 2   | Set 3   |
| ---------- | -------------------- | ----- | ------------------- | ------- | ------- | ------- |
| 1 augustus | Zaitsev / Karasev    | 2 – 0 | Gøranson / Gøranson | 21 – 18 | 21 – 17 |         |
| 2 augustus | Blanton / Fonoimoana | 2 – 1 | Gøranson / Gøranson | 21 – 15 | 16 – 21 | 15 – 12 |
| 2 augustus | Blanton / Fonoimoana | 0 – 2 | Zaitsev / Karasev   | 18 – 21 | 21 – 23 |         |

### Groep L
| # | Ploeg                | Wedstrijden | Wedstrijden | Wedstrijden | Spelpunten | Spelpunten | Spelpunten | Sets | Sets | Sets  |
| # | Ploeg                | G           | W           | V           | W          | V          | Ratio      | W    | V    | Ratio |
| - | -------------------- | ----------- | ----------- | ----------- | ---------- | ---------- | ---------- | ---- | ---- | ----- |
| 1 | Holden / Leinemann   | 2           | 2           | 0           | 94         | 88         | 1,068      | 4    | 1    | 4,000 |
| 2 | Oetke / Scheuerpflug | 2           | 1           | 1           | 76         | 67         | 1,134      | 2    | 2    | 1,000 |
| 3 | Palinek / Pochop     | 2           | 0           | 2           | 79         | 94         | 0,840      | 1    | 4    | 0,250 |

| Datum      |                      | Score |                      | Set 1   | Set 2   | Set 3   |
| ---------- | -------------------- | ----- | -------------------- | ------- | ------- | ------- |
| 1 augustus | Oetke / Scheuerpflug | 2 – 0 | Palinek / Pochop     | 21 – 10 | 21 – 15 |         |
| 2 augustus | Holden / Leinemann   | 2 – 1 | Palinek / Pochop     | 21 – 19 | 15 – 21 | 16 – 14 |
| 2 augustus | Holden / Leinemann   | 2 – 0 | Oetke / Scheuerpflug | 21 – 19 | 21 – 15 |         |

### Groep M
| # | Ploeg                  | Wedstrijden | Wedstrijden | Wedstrijden | Spelpunten | Spelpunten | Spelpunten | Sets | Sets | Sets  |
| # | Ploeg                  | G           | W           | V           | W          | V          | Ratio      | W    | V    | Ratio |
| - | ---------------------- | ----------- | ----------- | ----------- | ---------- | ---------- | ---------- | ---- | ---- | ----- |
| 1 | Dieckmann / Reckermann | 2           | 2           | 0           | 100        | 88         | 1,136      | 4    | 1    | 4,000 |
| 2 | Kobel / Heuscher       | 2           | 1           | 1           | 102        | 98         | 1,041      | 3    | 2    | 1,500 |
| 3 | Stejskal / Chromy      | 2           | 0           | 2           | 70         | 86         | 0,814      | 0    | 4    | 0,000 |

| Datum      |                        | Score |                        | Set 1   | Set 2   | Set 3   |
| ---------- | ---------------------- | ----- | ---------------------- | ------- | ------- | ------- |
| 1 augustus | Dieckmann / Reckermann | 2 – 0 | Stejskal / Chromy      | 21 – 14 | 21 – 16 |         |
| 2 augustus | Kobel / Heuscher       | 2 – 0 | Stejskal / Chromy      | 23 – 21 | 21 – 19 |         |
| 2 augustus | Kobel / Heuscher       | 1 – 2 | Dieckmann / Reckermann | 21 – 17 | 24 – 26 | 13 – 15 |

### Groep N
| # | Ploeg                   | Wedstrijden | Wedstrijden | Wedstrijden | Spelpunten | Spelpunten | Spelpunten | Sets | Sets | Sets  |
| # | Ploeg                   | G           | W           | V           | W          | V          | Ratio      | W    | V    | Ratio |
| - | ----------------------- | ----------- | ----------- | ----------- | ---------- | ---------- | ---------- | ---- | ---- | ----- |
| 1 | Jermisjin / Koesjnerjov | 2           | 2           | 0           | 84         | 56         | 1,500      | 4    | 0    | MAX   |
| 2 | Ahmann / Hager          | 2           | 1           | 1           | 80         | 89         | 0,899      | 2    | 3    | 0,667 |
| 3 | Maderböck / Doppler     | 2           | 0           | 2           | 74         | 93         | 0,796      | 1    | 4    | 0,250 |

| Datum      |                         | Score |                     | Set 1   | Set 2   | Set 3   |
| ---------- | ----------------------- | ----- | ------------------- | ------- | ------- | ------- |
| 1 augustus | Ahmann / Hager          | 2 – 1 | Maderböck / Doppler | 21 – 15 | 15 – 21 | 15 – 11 |
| 2 augustus | Jermisjin / Koesjnerjov | 2 – 0 | Maderböck / Doppler | 21 – 13 | 21 – 14 |         |
| 2 augustus | Jermisjin / Koesjnerjov | 2 – 0 | Ahmann / Hager      | 21 – 12 | 21 – 17 |         |

### Groep O
| # | Ploeg              | Wedstrijden | Wedstrijden | Wedstrijden | Spelpunten | Spelpunten | Spelpunten | Sets | Sets | Sets  |
| # | Ploeg              | G           | W           | V           | W          | V          | Ratio      | W    | V    | Ratio |
| - | ------------------ | ----------- | ----------- | ----------- | ---------- | ---------- | ---------- | ---- | ---- | ----- |
| 1 | Zahner / Prosser   | 2           | 2           | 0           | 92         | 76         | 1,211      | 4    | 1    | 4,000 |
| 2 | McCaw / Heidger    | 2           | 1           | 1           | 91         | 80         | 1,138      | 3    | 2    | 1,500 |
| 3 | Teixeira / Pedrosa | 2           | 0           | 2           | 57         | 84         | 0,679      | 0    | 4    | 0,000 |

| Datum      |                  | Score |                    | Set 1   | Set 2   | Set 3  |
| ---------- | ---------------- | ----- | ------------------ | ------- | ------- | ------ |
| 1 augustus | McCaw / Heidger  | 2 – 0 | Teixeira / Pedrosa | 21 – 12 | 21 – 18 |        |
| 2 augustus | Zahner / Prosser | 2 – 0 | Teixeira / Pedrosa | 21 – 13 | 21 – 14 |        |
| 2 augustus | Zahner / Prosser | 2 – 1 | McCaw / Heidger    | 14 – 21 | 21 – 19 | 15 – 9 |

### Groep P
| # | Ploeg                | Wedstrijden | Wedstrijden | Wedstrijden | Spelpunten | Spelpunten | Spelpunten | Sets | Sets | Sets  |
| # | Ploeg                | G           | W           | V           | W          | V          | Ratio      | W    | V    | Ratio |
| - | -------------------- | ----------- | ----------- | ----------- | ---------- | ---------- | ---------- | ---- | ---- | ----- |
| 1 | Slack / Novosel      | 2           | 2           | 0           | 84         | 65         | 1,292      | 4    | 0    | MAX   |
| 2 | Martínez / Salema    | 2           | 1           | 1           | 78         | 93         | 0,839      | 2    | 3    | 0,667 |
| 3 | Paulão / Bellaguarda | 2           | 0           | 2           | 88         | 92         | 0,957      | 1    | 4    | 0,250 |

| Datum      |                      | Score |                   | Set 1   | Set 2   | Set 3   |
| ---------- | -------------------- | ----- | ----------------- | ------- | ------- | ------- |
| 1 augustus | Slack / Novosel      | 2 – 0 | Martínez / Salema | 21 – 15 | 21 – 13 |         |
| 2 augustus | Paulão / Bellaguarda | 1 – 2 | Martínez / Salema | 18 – 21 | 21 – 14 | 12 – 15 |
| 2 augustus | Paulão / Bellaguarda | 0 – 2 | Slack / Novosel   | 19 – 21 | 18 – 21 |         |

## Knockoutfase
| Zestiende finale | Zestiende finale        | Zestiende finale | Zestiende finale | Zestiende finale |  |    | Achtste finale          | Achtste finale         | Achtste finale | Achtste finale | Achtste finale |  |  | Kwartfinale | Kwartfinale          | Kwartfinale | Kwartfinale | Kwartfinale |  |  | Halve finale | Halve finale         | Halve finale | Halve finale | Halve finale |  |              | Finale               | Finale            | Finale       | Finale       | Finale |
|                  |                         |                  |                  |                  |  |    |                         |                        |                |                |                |  |  |             |                      |             |             |             |  |  |              |                      |              |              |              |  |              |                      |                   |              |              |        |
| 1                | Berger / Stamm          | 21               | 21               |                  |  |    |                         |                        |                |                |                |  |  |             |                      |             |             |             |  |  |              |                      |              |              |              |  |              |                      |                   |              |              |        |
| 35               | Canet / Hamel           | 17               | 17               |                  |  |    | 1                       | Berger / Stamm         | 16             | 21             |                |  |  |             |                      |             |             |             |  |  |              |                      |              |              |              |  |              |                      |                   |              |              |        |
| 18               | McCaw / Heidger         | 21               | 21               |                  |  | 18 | McCaw / Heidger         | 21                     | 23             |                |                |  |  |             |                      |             |             |             |  |  |              |                      |              |              |              |  |              |                      |                   |              |              |        |
| 17               | Slack / Novosel         | 19               | 19               |                  |  |    |                         |                        |                |                |                |  |  | 18          | McCaw / Heidger      | 21          | 21          |             |  |  |              |                      |              |              |              |  |              |                      |                   |              |              |        |
| 24               | Bosma / Cotrino         | 29               | 15               |                  |  |    |                         |                        |                |                |                |  |  | 11          | Blanton / Fonoimoana | 15          | 18          |             |  |  |              |                      |              |              |              |  |              |                      |                   |              |              |        |
| 11               | Blanton / Fonoimoana    | 31               | 21               |                  |  |    | 11                      | Blanton / Fonoimoana   | 18             | 26             | 15             |  |  |             |                      |             |             |             |  |  |              |                      |              |              |              |  |              |                      |                   |              |              |        |
| 27               | Maia / Brenha           | 21               | 11               | 15               |  | 27 | Maia / Brenha           | 21                     | 24             | 13             |                |  |  |             |                      |             |             |             |  |  |              |                      |              |              |              |  |              |                      |                   |              |              |        |
| 8                | Child / Heese           | 17               | 21               | 13               |  |    |                         |                        |                |                |                |  |  |             |                      |             |             |             |  |  | 18           | McCaw / Heidger      | 16           | 16           |              |  |              |                      |                   |              |              |        |
| 5                | Wong / Metzger          | 21               | 21               |                  |  |    |                         |                        |                |                |                |  |  |             |                      |             |             |             |  |  | 4            | Baracetti / Conde    | 21           | 21           |              |  |              |                      |                   |              |              |        |
| 26               | Berg / Dahl             | 17               | 15               |                  |  |    | 5                       | Wong / Metzger         | 21             | 13             | 15             |  |  |             |                      |             |             |             |  |  |              |                      |              |              |              |  |              |                      |                   |              |              |        |
| 23               | Rogers / Holdren        | 21               | 21               |                  |  | 23 | Rogers / Holdren        | 14                     | 21             | 17             |                |  |  |             |                      |             |             |             |  |  |              |                      |              |              |              |  |              |                      |                   |              |              |        |
| 12               | Holden / Leinemann      | 18               | 17               |                  |  |    |                         |                        |                |                |                |  |  | 23          | Rogers / Holdren     | 21          | 19          | 8           |  |  |              |                      |              |              |              |  |              |                      |                   |              |              |        |
| 20               | Dieckmann / Reckermann  | 22               | 21               |                  |  |    |                         |                        |                |                |                |  |  | 4           | Baracetti / Conde    | 16          | 21          | 15          |  |  |              |                      |              |              |              |  |              |                      |                   |              |              |        |
| 48               | Martínez / Salema       | 20               | 15               |                  |  |    | 20                      | Dieckmann / Reckermann | 19             | 16             |                |  |  |             |                      |             |             |             |  |  |              |                      |              |              |              |  |              |                      |                   |              |              |        |
| 31               | Maaseide / Horrem       | 23               | 16               | 15               |  | 4  | Baracetti / Conde       | 21                     | 21             |                |                |  |  |             |                      |             |             |             |  |  |              |                      |              |              |              |  |              |                      |                   |              |              |        |
| 4                | Baracetti / Conde       | 21               | 21               | 17               |  |    |                         |                        |                |                |                |  |  |             |                      |             |             |             |  |  |              |                      |              |              |              |  |              | 4                    | Baracetti / Conde | 25           | 12           | 20     |
| 3                | Laciga / Laciga         | 21               | 17               | 15               |  |    |                         |                        |                |                |                |  |  |             |                      |             |             |             |  |  |              |                      |              |              |              |  |              | 10                   | Ricardo / Loiola  | 23           | 21           | 18     |
| 29               | Lione / Amore           | 14               | 21               | 13               |  |    | 3                       | Laciga / Laciga        | 21             | 21             |                |  |  |             |                      |             |             |             |  |  |              |                      |              |              |              |  |              |                      |                   |              |              |        |
| 13               | Kobel / Heuscher        | 21               | 11               | 11               |  | 14 | Jermisjin / Koesjnerjov | 19                     | 14             |                |                |  |  |             |                      |             |             |             |  |  |              |                      |              |              |              |  |              |                      |                   |              |              |        |
| 14               | Jermisjin / Koesjnerjov | 18               | 21               | 15               |  |    |                         |                        |                |                |                |  |  | 3           | Laciga / Laciga      | 22          | 20          |             |  |  |              |                      |              |              |              |  |              |                      |                   |              |              |        |
| 22               | Zaitsev / Karasev       | 21               | 21               |                  |  |    |                         |                        |                |                |                |  |  | 6           | Kjemperud / Høidalen | 24          | 22          |             |  |  |              |                      |              |              |              |  |              |                      |                   |              |              |        |
| 41               | Díez / Correa           | 19               | 18               |                  |  |    | 22                      | Zaitsev / Karasev      | 14             | 21             | 16             |  |  |             |                      |             |             |             |  |  |              |                      |              |              |              |  |              |                      |                   |              |              |        |
| 25               | Smith / Henkel          | 12               | 19               |                  |  | 6  | Kjemperud / Høidalen    | 21                     | 18             | 18             |                |  |  |             |                      |             |             |             |  |  |              |                      |              |              |              |  |              |                      |                   |              |              |        |
| 6                | Kjemperud / Høidalen    | 21               | 21               |                  |  |    |                         |                        |                |                |                |  |  |             |                      |             |             |             |  |  | 6            | Kjemperud / Høidalen | 31           | 19           | 12           |  |              |                      |                   |              |              |        |
| 7                | Zé Marco / Pará         | 21               | 21               |                  |  |    |                         |                        |                |                |                |  |  |             |                      |             |             |             |  |  | 10           | Ricardo / Loiola     | 29           | 21           | 15           |  |              |                      |                   |              |              |        |
| 37               | Ljubicic / Slean        | 15               | 17               |                  |  |    | 7                       | Zé Marco / Pará        | 16             | 18             |                |  |  |             |                      |             |             |             |  |  |              |                      |              |              |              |  |              |                      |                   |              |              |        |
| 21               | Oetke / Scheuerpflug    | 17               | 17               |                  |  | 10 | Ricardo / Loiola        | 21                     | 21             |                |                |  |  |             |                      |             |             |             |  |  |              |                      |              |              |              |  |              |                      |                   |              |              |        |
| 10               | Ricardo / Loiola        | 21               | 21               |                  |  |    |                         |                        |                |                |                |  |  | 10          | Ricardo / Loiola     | 18          | 21          | 15          |  |  |              |                      |              |              |              |  | Troostfinale | Troostfinale         | Troostfinale      | Troostfinale | Troostfinale |        |
| 15               | Zahner / Prosser        | 21               | 21               |                  |  |    |                         |                        |                |                |                |  |  | 2           | Emanuel / Tande      | 21          | 15          | 11          |  |  |              |                      |              |              |              |  |              |                      |                   |              |              |        |
| 19               | Ahmann / Hager          | 18               | 14               |                  |  |    | 15                      | Zahner / Prosser       | 17             | 20             |                |  |  |             |                      |             |             |             |  |  |              |                      |              |              |              |  | 18           | McCaw / Heidger      | 16                | 14           |              |        |
| 32               | Heyer / Egger           | 24               | 21               | 26               |  | 2  | Emanuel / Tande         | 21                     | 22             |                |                |  |  |             |                      |             |             |             |  |  |              |                      |              |              |              |  | 6            | Kjemperud / Høidalen | 21                | 21           |              |        |
| 2                | Emanuel / Tande         | 26               | 15               | 28               |  |    |                         |                        |                |                |                |  |  |             |                      |             |             |             |  |  |              |                      |              |              |              |  |              |                      |                   |              |              |        |

1997 ·
1999 ·
2001 ·
2003 ·
2005 ·
2007 ·
2009 ·
2011 ·
2013 ·
2015 ·
2017 ·
2019 ·
2022 ·
2023